# Secção do convés

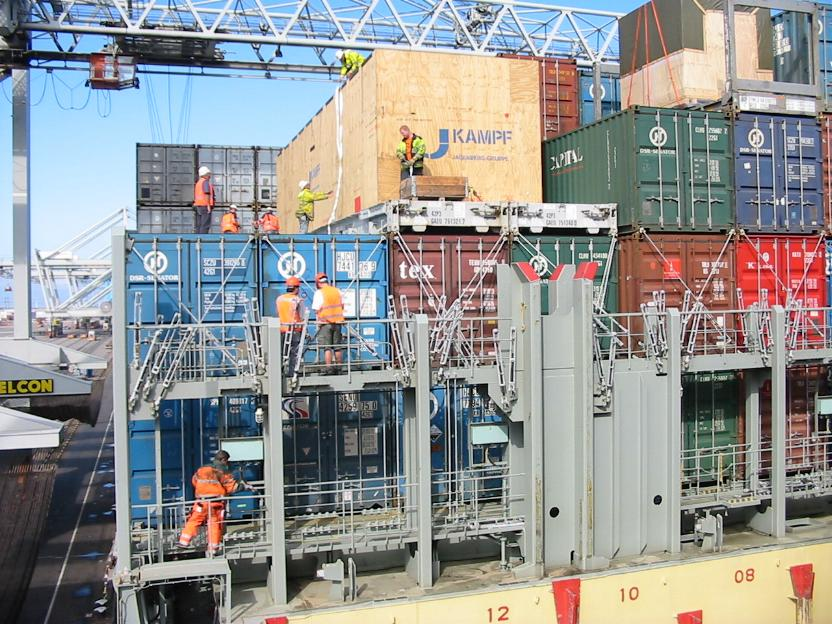
Pessoal do convés numa operação de estiva num navio porta-contentores.

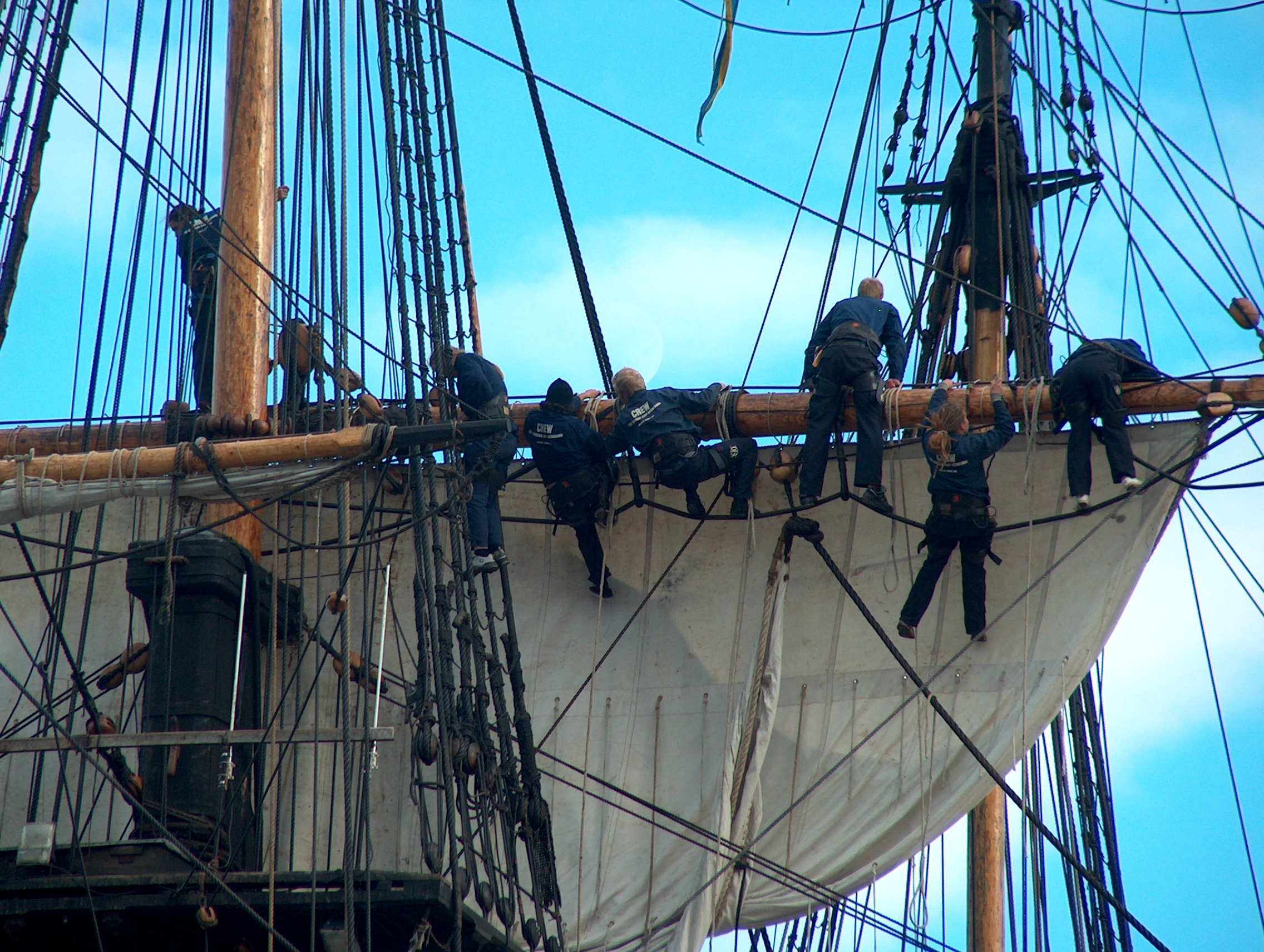
Pessoal de convés na manobra das velas do veleiro Götheborg.

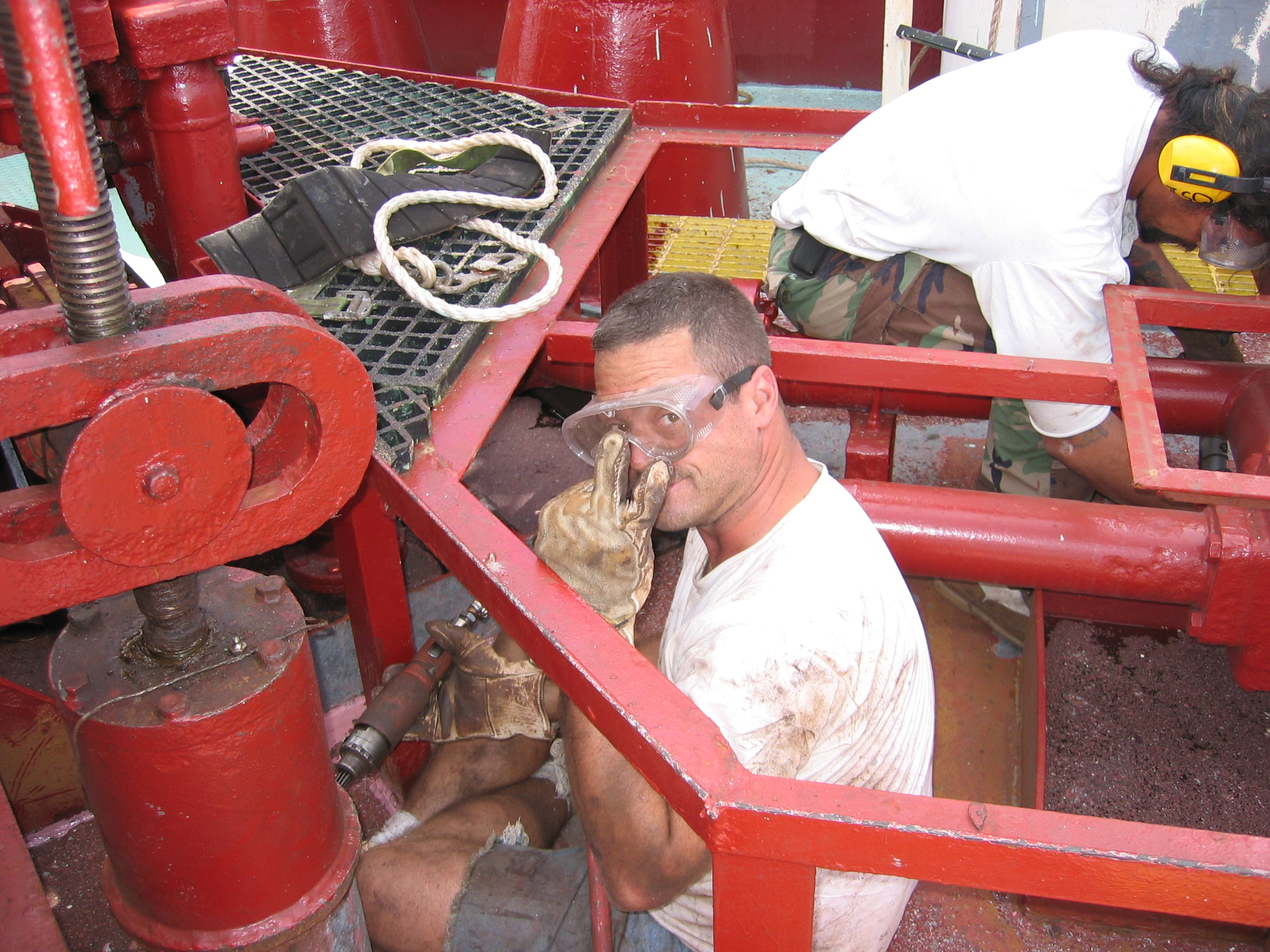
Marinheiros fazendo a manutenção antiferrugem de cabrestantes.

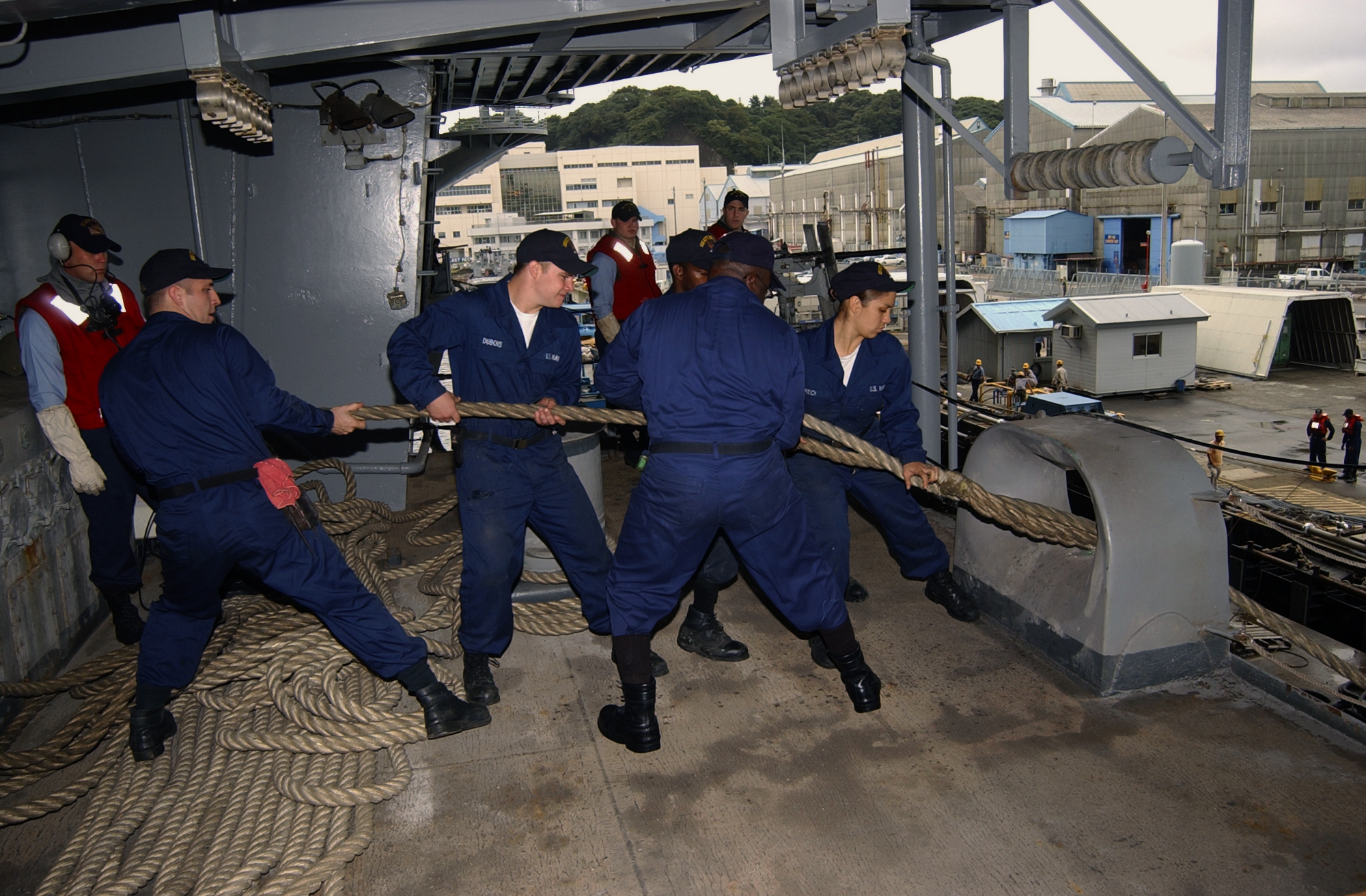
Pessoal do convés da Marinha dos EUA manobrando os cabos de amarração do porta-aviões USS Kitty Hawk.

A seção de convés (português brasileiro) ou secção do convés (português europeu) é um dos departamentos em que se organiza a tripulação e o serviço de bordo de uma embarcação da marinha mercante.
A secção de convés tem como atribuições a navegação, a manobra, a estiva, a operação e manutenção dos equipamentos de salvamento, a limpeza e manutenção do casco e dos conveses e a operação geral da embarcação. Em veleiros, também lhe compete a operação e a manutenção do velame. Nas embarcações que não dispôem de serviços autónomos de radiotecnica e de saúde, a secção do convés também pode ter a seu cargo as telecomunicações, as radio-ajudas, a navegação por satélite, o serviço médico e o serviço de enfermagem.
As embarcações das marinhas de guerra dispôem de um ou mais departamentos com funções semelhantes.
Na maioria das marinhas mercantes, o comandante ou mestre da embarcação está incluído na secção do convés, apesar de, como responsável máximo a bordo, também superintender na secção de máquinas (seção de máquinas), na secção de câmaras (seção de câmaras) e nos outros departamentos.

## Organização na marinha mercante
O pessoal do convés inclui, normalmente, os oficiais náuticos, os mestres e arrais, os contramestres e os marinheiros. Conforme o tipo de embarcação, pode também incluir outros profissionais como pescadores, carpinteiros, operadores de gruas flutuantes e conferentes de carga.
O responsável pela chefia da secção de convés é o próprio comandante ou mestre da embarcação, apesar de, normalmente, delegar a maioria da supervisão direta do serviço no imediato ou segundo de navegação.
A lotação da secção de convés de cada embarcação é definida pelo tipo de embarcação, pela legislação de segurança marítima de cada país e por convenções internacionais (incluindo as regulamentações da Organização Marítima Internacional e da Agência Europeia de Segurança Marítima).
Tipicamente, a lotação da secção do convés de um navio mercante com mais de 200 t inclui:
- Comandante (1)
- Imediato (0-1)
- Oficiais de náutica (0-5)
- Contramestre (1)
- Radiotelegrafistas (0-2)
- Marinheiros (4-50)

Uma embarcação mercante com menos de 200 t, tipicamente, inclui na sua secção do convés:
- Mestre (1)
- Segundo de navegação (0-1)
- Contramestre (0-1)
- Marinheiros (2-5)

Nas embarcações de pesca, os mestres, os segundos de navegação, os contramestres e os marinheiros serão especialistas em pesca. Além destes, nas embarcações de pesca, normalmente, também embarcam pescadores propriamente ditos.
Os oficiais náuticos subordinados ao comandante e ao imediato, a bordo, eram tradicionalmente designados "1.º piloto"/"1.º oficial", "2.º piloto"/"2.º oficial", etc, conforme a sua categoria. No entanto, como a convenção STCW 95 se passou a referir a eles, genericamente, como "oficiais chefe de quarto de navegação", esta designação foi adoptada também em várias marinhas mercantes para todos os oficiais náuticos que não sejam comandante ou imediato.
A lotação das  secções do convés de algumas embarcações também pode incluir oficiais radiotécnicos (1-3) e radiotelegrafistas ou radio-operadores (1-3). As secções de convés dos navios de passageiros de cabotagem e de longo curso, também podem incluir oficiais médicos (1-2) e enfermeiros (1-2)

## Quartos de navegação
Paralelamente à organização funcional, o serviço da secção de convés organiza-se em quartos de navegação, destinados a manter o navio a navegar durante as 24 horas do dia.
O pessoal do convés é dividido em três ou quatro grupos, a cada qual compete cumprir um quarto de navegação de, respetivamente, oito ou seis horas diárias. Cada quarto de navegação é chefiado por um dos oficiais náuticos, que é designado "oficial de quarto de navegação" ou "oficial chefe de quarto de navegação (OCQN)". Além do OCQN, cada quarto de navegação também inclui, normalmente, um vigia e um timoneiro. Nas embarcações cuja tripulação não inclua oficiais, a responsabilidade por cada quarto de navegação cabe a um mestre ou contramestre, com a designação de "chefe de quarto de navegação (CQN)".
A secção de convés também pode organizar quartos para missões específicas, como quartos de rádio e quartos de vigilância contra ataques piratas.

## Marinha de guerra
A orgânica dos navios de guerra inclui, normalmente um ou mais departamentos com funções semelhantes às da secção de convés da marinha mercante, mas que também se ocupam de funções de combate. No entanto, ao contrário do que acontece na marinha mercante, o comandante e, muitas vezes, o imediato não estão nele incluídos, formando elementos separados.
A estrutura orgânica das unidades navais da Marinha Portuguesa, por exemplo, inclui um departamento de operações, que engloba os serviços de operações antissubmarinas, de operações de superfície e antiaéreas, de comunicações, de navegação e de helicópteros. O departamento e cada um dos seus serviços são chefiados por oficiais de Marinha, incluindo também sargentos e praças de manobra, de radar, de sonar e de comunicações.
Já na organização dos navios da Marinha dos EUA, por exemplo, o departamento de convés apenas é responsável pelas manobra de ancoragem e atracação, pela limpeza e manutenção das superfícies exteriores do navio e pela operação e manutenção das embarcações salva-vidas. As funções de navegação, operações de combate e de comunicações são executadas por departamento específicos.